# 黒田俊夫
黒田 俊夫（くろだ としお、1909年11月8日 - 2006年12月30日）は、日本の人口学者。厚生省人口問題研究所所長、日本大学人口研究所所長、日本人口学会会長などを歴任した。

## 来歴
兵庫県姫路市伊伝居生まれ。姫路市立姫路商業学校（現兵庫県立姫路商業高等学校）では同級生の柿坪正義（のちに特命全権大使）とともに東京商科大学（現一橋大学）を目指し、勉強し、1931年同大学商学専門部卒業、支那経済事情研究会入会。1933年東京商工会議所入所。1936年日本大学商経学部経済学科卒業。1939年上海中支那軍票交換用物資配給組合入所。1947年厚生省人口問題研究所入所。1953年東京商科大学専攻科修了。1961年資源調査会専門委員。1963年東京都総合開発審議会専門委員、第1回アジア人口会議日本政府代表。1964年中央社会福祉審議会臨時委員。1965年経済審議会臨時委員。1966年コロンボ計画協議委員会第17回会議日本政府代表代理。1967年国民年金審議会専門委員、国際連合人口委員会委員。1968年厚生省人口問題研究所人口移動部長、人口問題審議会専門委員、東亜人口検討会議日本政府代表、日本老年社会科学会理事。1970年国際連合人口委員会日本政府代表。1972年厚生省人口問題研究所人口政策部長、国際連合人間環境会議日本政府代表代理、厚生統計協議会委員。1973年統計数理研究所評議員。1974年厚生省人口問題研究所所長、国立遺伝学研究所評議員、学術審議会専門委員、 医療審議会委員、統計審議会委員、海外移住審議会委員、人口問題審議会委員、 栄養審議会委員、「日本人口の転換構造の分析」で慶應義塾大学経済学博士。1975年太平洋学術会議日本側代表。1976年日本大学経済学部教授。1979年日本大学人口研究所初代所長。1980年日本大学人口研究所顧問・名誉所長、日本人口学会会長。1982年東亜大学校経済学名誉博士。1983年アジア・人口開発協会理事、勲三等瑞宝章受章。1984年日本大学人口問題研究所名誉教授。1985年吉林大学名誉教授、エイジング総合研究センター顧問。1988年日本老年社会科学会名誉会員。1996年人口問題研究会理事長。1997年国連人口賞受賞。1999年家族計画国際協力財団理事長。2003年エイジング総合研究センター理事、家族計画国際協力財団会長。

## 著書
- 日本の人口問題 昭和30年度版 厚文社 1955
- 転換期の世界人口 1959 (経団連パンフレット)
- 世界の人口 構造と変動 文雅堂書店 1960
- 日本人口の分析 一粒社 1968 (統計新書)
- 人口移動と地域社会 全国地方銀行協会 1972 (銀行叢書)
- 日本人口の転換構造 古今書院 1976
- 日本人の寿命 世界最長寿国の光と影 日本経済新聞社 1978.10 (日経新書)
- 黒田俊夫著作選集 人口と社会　全8巻 清水浩昭編 クレス出版 2009.9

## 共編著
- 人口問題の知識 館稔共著 新版 日本経済新聞社 1976 (日経文庫)
- 人口と食糧 村松稔,渡辺篤二共著 教養講座ライフサイエンス 共立出版 1977.10
- 現代の人口問題 大淵寛共編 大明堂 1990.12 (シリーズ・人口学研究

## 翻訳
- 財政学 モーリス・デュヴェルジェ 小林幾次郎共訳 白水社 1955 (文庫クセジュ)
- 人口爆発 世界人口安定化の戦略 レスター・R・ブラウン 佑学社 1974
- 人口の社会学 デヴィッド・M.ヘアー 至誠堂 1976 (現代社会学入門）
- 21世紀の人口戦略 人口静止をめざして ラファエル・M.サラス サイマル出版会 1985.11
- 転換期のアジア人口 出生力低下の構造と展望 日本大学人口研究所編 趙利済と監訳 時潮社 1986.3
- 高齢化社会・選択と挑戦 A.パイファー,L.ブロンテ編 監訳 文真堂 1987.12
- 人口減少 西欧文明衰退への不安 M.S.タイテルボーム,J.M.ウインター 河野稠果と監訳 多賀出版 1989.4
- GHQ日本占領史 第4巻 人口 連合国最高司令官総司令部 大林道子共訳 日本図書センター 1996.2

## 参考
- 読売新聞人物データベース